# 生駒 (空母)
生駒（いこま）は日本海軍の未成航空母艦。雲龍型航空母艦の6番艦（第5007号艦）。

## 特徴
艦名は奈良県と大阪府にまたがる生駒山にちなんで命名された。艦名は装甲巡洋艦(のち巡洋戦艦)「生駒」に次いで2番目。他の候補艦名に妙義があった。
第5007号艦(生駒)から第5015号艦の9隻は、計画番号はG16と第5006号艦までの雲龍型と同一ながら、若干の計画変更がされている。電源は、第5006号艦までは「飛龍」と同じ直流220Vだったが、本艦以降は当時の新造艦と同じ交流440Vとされた。これは機器の調達の関係での変更とされる。
生駒は、『艦艇類別等級表』では雲龍型航空母艦である。一方、『一般計画要領書』では、「第302号艦型(飛龍改)(5)」(第302号艦は「雲龍」のこと、(5)は建造数または計画数)とは別に「第5007号艦型(飛龍改ノ改)(9)」(同じく「生駒」型、9隻計画の意味)の項目を立てている。戦史叢書では「天城」から「阿蘇」までを「飛龍型」、「生駒」以降を「改飛龍型」と区分している。また、生駒を「雲龍改型の第1艦」と紹介する文献もある。
ミッドウェー海戦の戦訓から爆弾、魚雷は直接飛行甲板に揚げることになり、本艦から揚爆弾筒と揚魚雷筒は新設計のものが搭載される計画だった。このため爆弾庫や魚雷調製所などの配置が変更となった。
本艦の機関は「一般計画要領書」によるとボイラーが「一号乙300型ロ号」、タービンが「一号丙300型タービン」となっているが、重巡「伊吹」搭載の艦本式ボイラー、艦本式タービンと同一の機関だった。
本艦は機関の交互配置を採用する予定だった。
甲鈑製造を簡易化するために舷側装甲は55mmCNC鋼に統一された。ただ、弾薬庫舷側が「天城」で140-50mmNVNC鋼であったのを55-46mmCNC鋼に25mmH鋼を合わせた物に変更とされ、また、機関室甲板の装甲が25mmDS鋼から25mmCNC鋼に変更とされている。
搭載機は計画時より烈風、流星、彩雲の新型機とされた。「阿蘇」までの各艦は零式戦闘機、九七式艦上攻撃機、九九式艦上爆撃機で計画されていた。
これらの変更で排水量は天城の公試20,400トン(計画)から50トン増えて、公試排水量20,450トンの計画になった。吃水も同じく公試の計画7.82mから7.86mに増える予定だった。

## 歴史
1942年（昭和17年）度策定の改⑤計画により、1943年（昭和18年）7月5日神戸の川崎重工業艦船工場にて起工。
竣工は1945年(昭和20年)10月の予定だったが、1944年（昭和19年）11月9日に工事中止命令が出され、進捗率60%で建造中止、直後の11月17日進水、その後数ヶ月は神戸港外に繋留放置されていた。4月上旬に小豆島の池田湾に疎開し、そのまま終戦を迎える。終戦時小破していた。
戦後撮影の写真では、船体の迷彩が二重になっているが、これは担当技師の手違いによるものとする説もある。岡山県玉野市にある三井造船玉野造船所にて1946年（昭和21年）6月4日に解体開始、翌1947年（昭和22年）3月10日に完了した。

## 同型艦
雲龍 - 天城 [III] - 5002 - 葛城 [II] - 笠置 [II]  - 5005 - 阿蘇 [II]  - 生駒 [II]  - 鞍馬 [II] - 5009 - 5010 - 5011 - 5012 - 5013 - 5014 - 5015